# Spirobolus falcatus
Spirobolus falcatus är en mångfotingart som beskrevs av Voges 1878. Spirobolus falcatus ingår i släktet Spirobolus och familjen Spirobolidae. Inga underarter finns listade i Catalogue of Life.